# Herbert W. Spencer
 Der er for få eller ingen kildehenvisninger i denne artikel, hvilket er et problem. Du kan hjælpe ved at angive troværdige kilder til de påstande, som fremføres i artiklen.
 Denne artikel bør gennemlæses af en person med fagkendskab for at sikre den faglige korrekthed.

Herbert W. Spencer (født 7. april 1905 i Santiago de Chile, død 18. september 1992 i Culver City) var en engelsk orkestrator flittigt brugt af komponisten John Williams.